# Verre de Murano

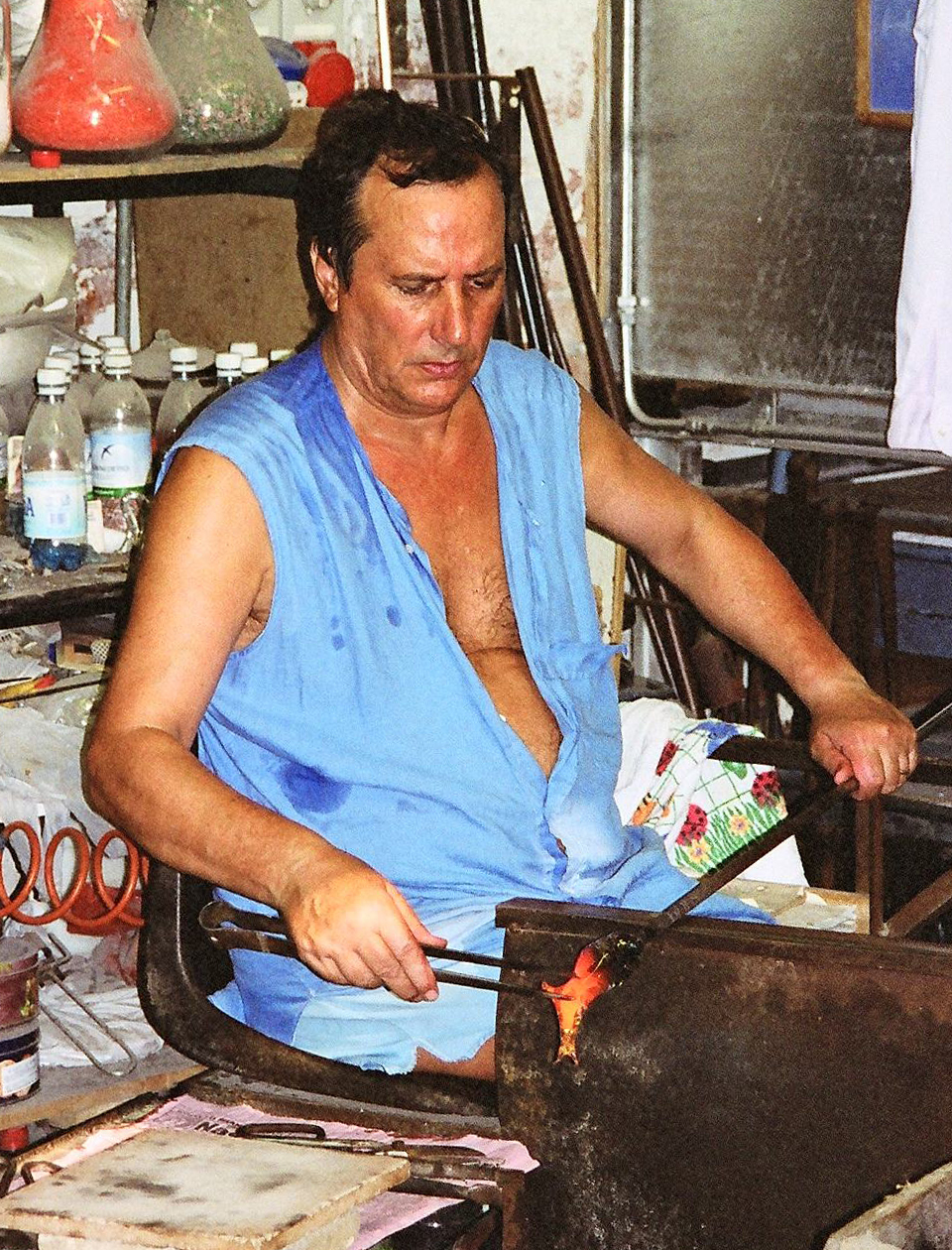
Verrier à Murano.

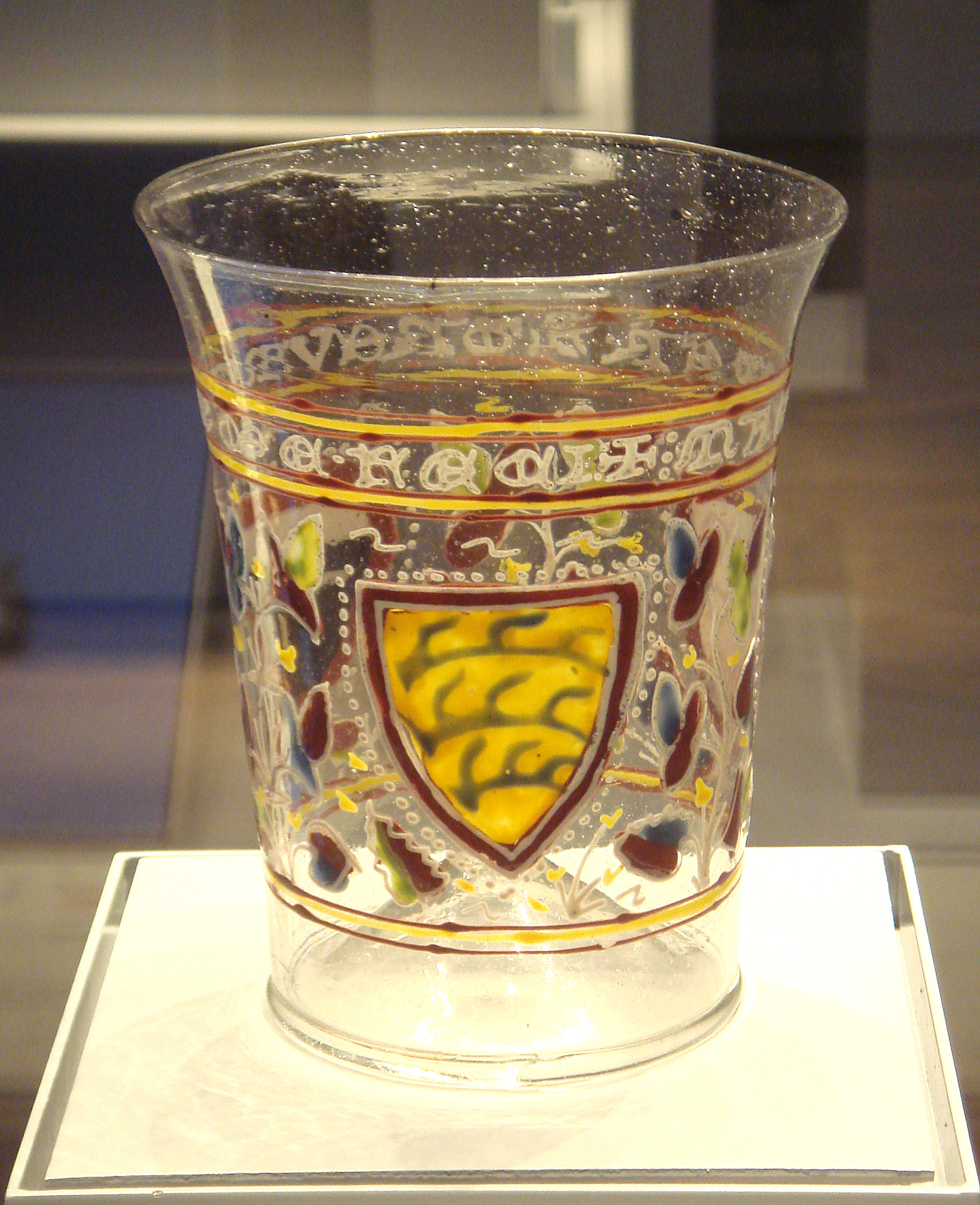
Verre de Venise avec émail de style islamique vers 1330.

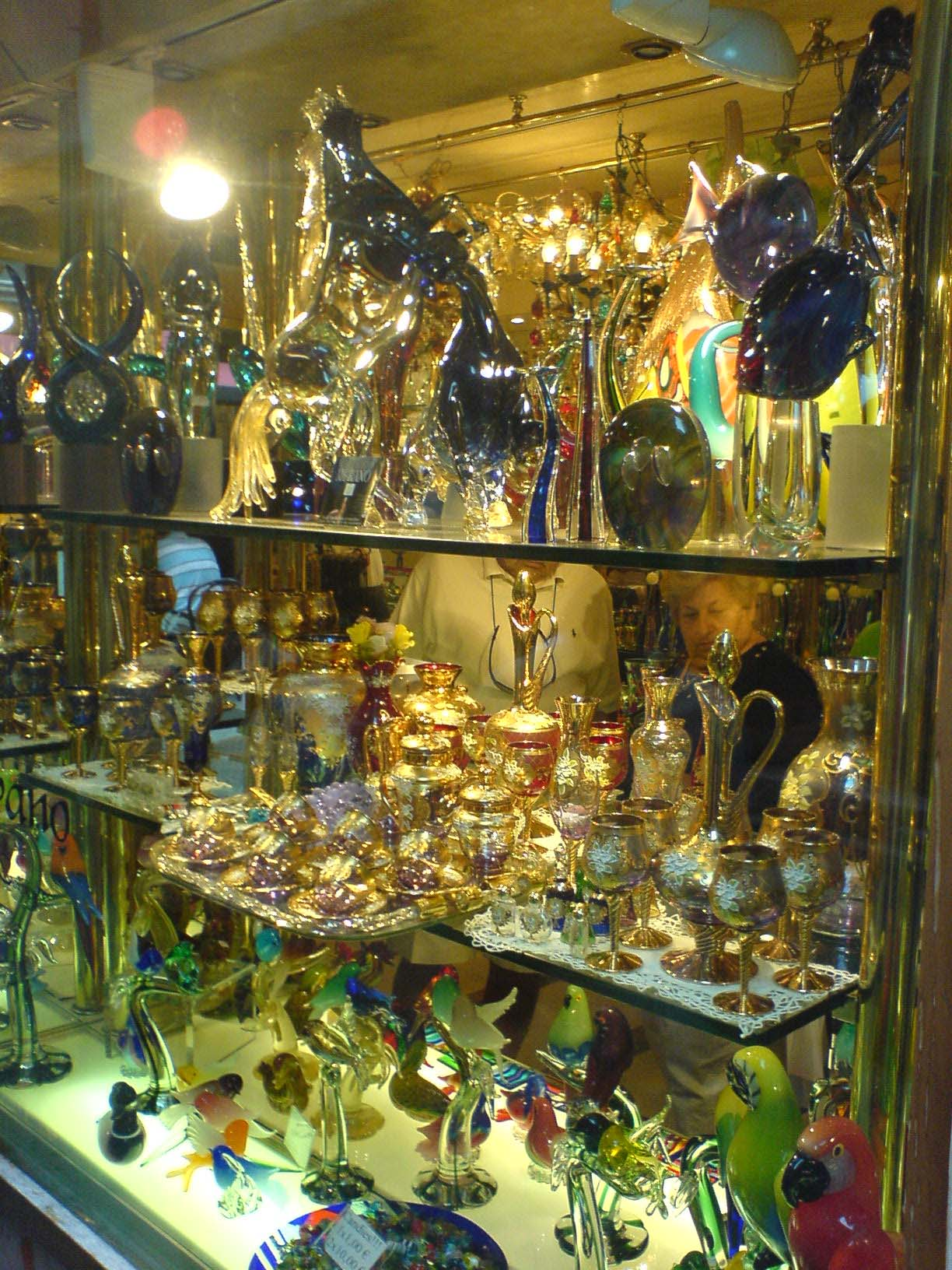
Verres de Venise dans une vitrine.

Le verre de Murano est réputé dans le monde entier pour sa coloration et son élaboration particulière et fait la notoriété des verreries de Venise.
Bon nombre des caractéristiques importantes des objets en « verre de Venise » avaient été mis au point au XIIIe siècle. Vers la fin de ce siècle, le centre de l'industrie du verre de Venise s'installe dans l'île de Murano.
Les artisans byzantins jouent un rôle important dans le développement du verre de Venise. Lorsque Constantinople est saccagée par la quatrième croisade en 1204, certains artisans en fuite émigrent à Venise. Ce scénario se répète en 1453 lors de la prise de Constantinople par les Ottomans, augmentant d'autant le nombre d'artisans verriers. Les Vénitiens maîtrisaient alors de mieux en mieux les techniques de transparence, de coloration et de décoration du verre.
Malgré des efforts importants pour maintenir le monopole de la verrerie d'art dans la république de Venise, les techniques se répandent en Italie et bientôt dans l'Europe entière. Cependant, quelques-unes des plus célèbres verreries ont toujours leurs ateliers et usines sur l'île de Murano. C'est le cas de  Venini, Barovier & Toso, Pauly (it), Seguso (it). Fondée en 1295, Barovier & Toso est considérée comme l'une des cent plus anciennes sociétés du monde.

## Histoire de la fabrication du verre sur l'île de Murano
La réputation de Murano comme centre de la verrerie est née lors de la République de Venise. Craignant le feu et la destruction de la ville, dont la plupart des bâtiments étaient en bois, la République ordonne la destruction de toutes les fonderies de la ville en 1291. Cet ordre est assorti d'encouragements pour construire les fonderies hors de la ville, et, à la fin du XIIIe siècle, l'industrie verrière se développe sur l'île de Murano.
Rapidement les verriers deviennent les personnages les plus influents de l'île. Vers le XIVe siècle, les verriers sont autorisés à porter l'épée, jouissent de l'immunité de poursuites par l'État de Venise et prennent épouses dans les familles les plus riches de Venise. La contrepartie est importante : ils ne sont pas autorisés à quitter la République. Toutefois, de nombreux artisans prennent ce risque et construisent des fours à verre dans les villes environnantes, puis dans toute l'Europe, jusqu'en Angleterre et aux Pays-Bas.
Les verriers de Murano maintiennent leur monopole sur la fabrication du verre de qualité pendant des siècles, développent et peaufinent de nombreuses techniques, telles que les cristaux, l'émail, les parures au fil d'or, les verres multicolores (millefiori), le lait verre (lattimo), et l'imitation de pierres précieuses en verre. Aujourd'hui, les artisans de Murano utilisent toujours ces techniques séculaires.
Aujourd'hui, Murano possède son Musée du verre qui est installé dans le Palazzo Giustinian. Il retrace l'histoire de la verrerie vénitienne et en présente les diverses techniques. Le musée propose aussi des expositions sur l'histoire de la verrerie et des échantillons de verre depuis l'époque égyptienne jusqu'à nos jours.
De nombreux artisans pratiquent les techniques de Murano dans leurs ateliers installés dans les ruelles de Venise.

### Contrefaçon
Le verre de Murano, réputé pour ses designs complexes et son savoir-faire séculaire, est devenu une cible privilégiée des contrefacteurs, inondant le marché d'imitations de mauvaise qualité qui trompent les acheteurs non avertis. La difficulté réside dans le fait que reconnaître un véritable verre de Murano nécessite une connaissance approfondie des techniques traditionnelles, des matériaux et des signatures distinctives des artisans. Les certificats d’authenticité classiques, sous forme de papier ou d’autocollants, bien que largement utilisés, peuvent être facilement perdus, falsifiés ou manipulés, rendant encore plus complexe le processus de vérification.

### Source de traduction
- (en) Cet article est partiellement ou en totalité issu de l’article de Wikipédia en anglais intitulé « Venetian glass » (voir la liste des auteurs).